# 율리아 코르넬리아 카에사리아
율리아 코르넬리아 카에사리아(Julia Cornelia, 기원전 129년 - 기원전 104년)는 율리우스 카이사르 가문의 인물로, 루시우스 율리우스 카이사르 2세와 그의 아내 포필리아의 딸이다. 마르쿠스 안토니우스의 고모인 율리아 안토니아의 고모였고, 독재자 율리우스 카이사르는 그녀의 할아버지 섹스투스 율리우스 카이사르 포스트무스의 형 가이우스 율리우스 카이사르 1세의 증손자였다.
그는 기원전 110년 루키우스 코르넬리우스 술라와 결혼, 딸 코르넬리아 술라를 얻었으며 기원전 104년 아들을 낳던 중 사망했다. 딸 코르넬리아 술라는 폼페이우스 마그누스와 결혼, 폼페이아와 퀸투스 폼페이우스를 두었다.

## 같이 보기
- 루키우스 코르넬리우스 술라
- 마르쿠스 안토니우스